# Virgen de Atocha

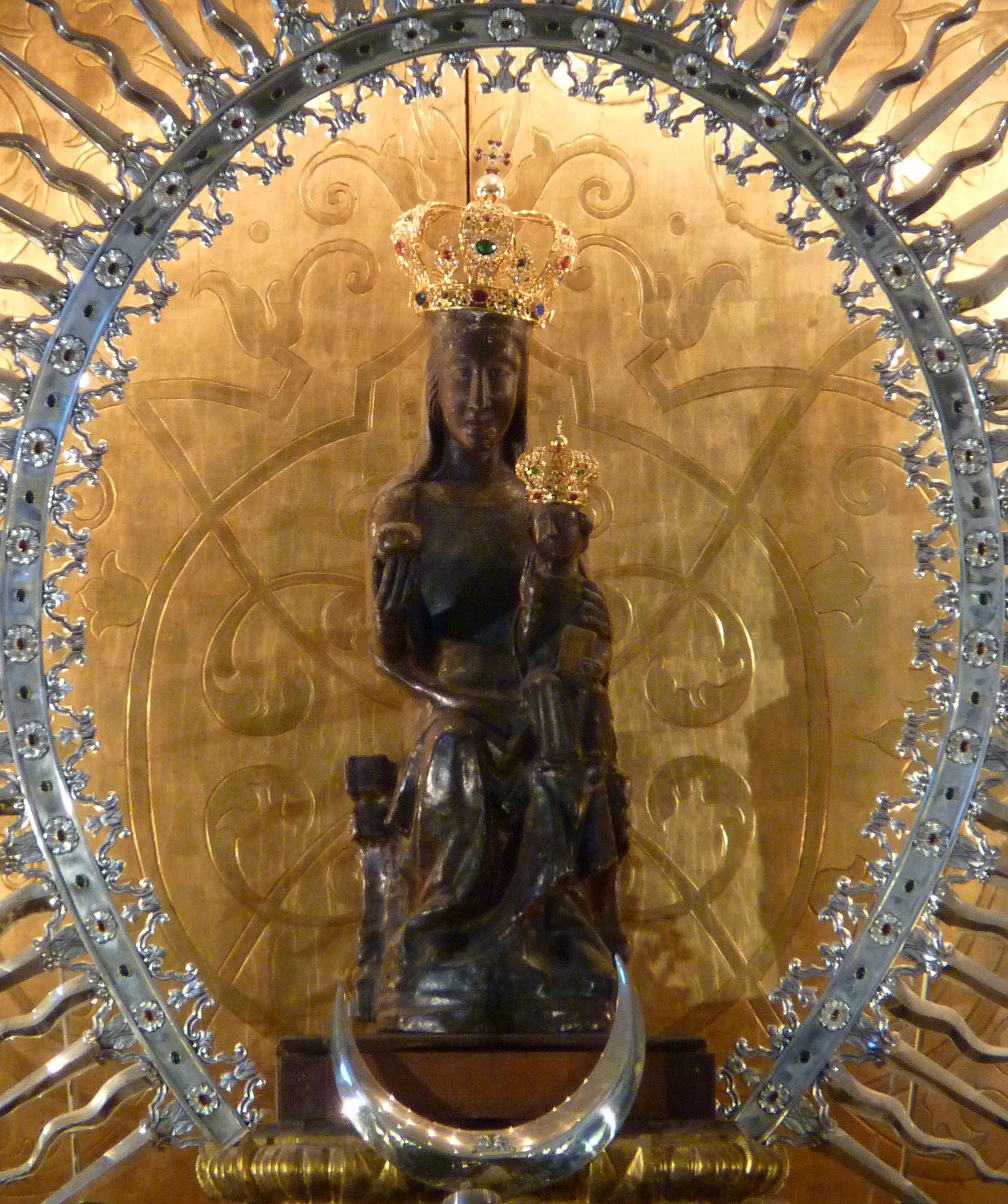
Statua della Madonna di Atocha nella Reale Basilica di Nuestra Señora de Atocha.

La Virgen de Atocha, conosciuta in italiano come Madonna di Atocha è un titolo mariano della Vergine Maria venerata principalmente nella città di Madrid e la cui immagine si trova nella Basilica Reale di Nuestra Señora de Atocha, a Madrid.
È la patrona più antica della città di Madrid, datandosi gli inizi del culto alla sua immagine già in epoca Visigota. Posteriormente, principalmente nel XVI, XVII e XVIII secolo, è stata considerata la Santa Patrona dei Re di Spagna e della Monarchia Spagnola.
Viene celebrata ogni prima domenica del mese di ottobre.

## Origine del nome
Il nome "Atocha" potrebbe derivare dal termine greco "Theotoca", che significherebbe letteralmente "Madre di Dio", termine  derivante dal Concilio di Efeso e con cui si indicava la Madonna in occasioni cerimoniali.
Altre teorie relazionano il termine "Atocha" con la parola spagnola "atochal", che significa "campo di sparto", una pianta erbacea (Stipa tenacissima) molto tipica della zona della regione di Madrid.

## Il culto
Il culto della Vergine di Atocha è, insieme a quello della Vergine dell'Almudena, uno dei più antichi della città di Madrid, risalente fino all'epoca medievale. La sua origine si narra si debba a un'apparizione della vergine in un campo di sparto dopo la conquista cristiana della città di Madrid, luogo in cui si eresse una basilica in suo onore e, posteriormente, un monastero dell'ordine dei frati predicatori. Le preghiere alla Madonna di Atocha erano principalmente fatte dai contadini per augurare piogge per i raccolti e dai componenti della Famiglia Reale Spagnola prima delle campagne militari e degli eventi di gioia, specialmente battesimi e matrimoni.

### Il miracolo
Si narra che, durante le opere di costruzione di Casa de la Villa, fra il 1676 e il 1700, la Vergine di Atocha salvò, con un miracolo, la vita di una vittima di un duello in Piazza del Salvatore. Questo possibile miracolo riconosciuto aumentò di molto la fama del culto alla Madonna di Atocha negli anni a seguire.

## Rappresentazione
L'immagine della Madonna di Atocha è principalmente riconosciuta in una statua di legno  della fine del XIII secolo conservata nella Basilica Reale di Nuestra Señora de Atocha. In questa statua si può riconoscere la figura della Vergine Maria seduta in un piccolo trono senza schienale mentre offre ai fedeli una mela o melagrana con la sua mano destra; sulla sua gamba sinistra e sostenuto dalla sua mano sinistra siede il Bambino Gesù, benedicente e reggente il Vangelo.
Il volto della Madonna è di colore scuro, quasi nero, con gli occhi grandi e dalla forma allungata. Sopra la fronte, a decorare la testa, è posta una corona regale, successiva e posteriormente modificata con l'aggiunta di gioielli d'oro e pietre preziose. L'immagine, in pieno stile tardoromanico, raffigura la Vergine di Atocha in una posizione rigida e frontale.